# Autocrítica (marxismo-leninismo)
A autocrítica (em russo: самокритика, samokritika; chinês: 自我批评, zìwǒ pīpíng) é um conceito filosófico e político desenvolvido dentro da ideologia do marxismo-leninismo, stalinismo e maoísmo. De acordo com David Priestland, o conceito de "crítica e autocrítica" desenvolveu-se durante o período stalinista da União Soviética como uma forma de interrogar publicamente os intelectuais que eram suspeitos de possuírem posições contrarrevolucionárias. O conceito representaria um componente importante da filosofia política do líder marxista chinês Mao Zedong.

## História

### União Soviética
De acordo com David Priestland, o conceito de "crítica e autocrítica" se originou durante os expurgos de 1921–1924 da academia na União Soviética. Isso acabaria por se desenvolver na prática de campanhas de "crítica e autocrítica" nas quais intelectuais suspeitos de possuírem tendências contrarrevolucionárias eram interrogados publicamente como parte de uma política do "proletariado". Essa política seria expandida além da academia para as esferas econômicas da Rússia, com gerentes e chefes de partido forçados a se submeterem a campanhas de crítica popular.
Joseph Stalin introduziu o conceito de autocrítica em sua obra de 1924, Sobre os Fundamentos do Leninismo. Ele expandiu esse conceito posteriormente em seu artigo de 1928 "Contra a vulgarização do slogan da autocrítica". Stalin escreveu em 1928: "Acho, camaradas, que a autocrítica é tão necessária para nós quanto o ar ou a água. Acho que sem ela, sem autocrítica, nosso Partido não poderia avançar, não poderíamos revelar nossas úlceras, não poderíamos eliminar nossas deficiências. E temos muitas deficiências. Isso deve ser admitido com franqueza e honestidade".
No entanto, Stalin postulou que a autocrítica "remonta à primeira aparição do bolchevismo em nosso país". Stalin afirmou que a autocrítica era necessária mesmo depois de obter o poder, pois a omissão de observar as fraquezas "torna as coisas mais fáceis para seus inimigos" e que "sem autocrítica não pode haver educação adequada do Partido, da classe e das massas". Vladimir Lenin escreveu em Um Passo em Frente, Dois Passos Atrás (1904) que o Partido Operário Social-Democrata Russo se envolve em "autocrítica e exposição implacável de suas próprias deficiências". Lenin discutiu a ideia em Esquerdismo, Doença Infantil do Comunismo (1920), "Admitir com franqueza um erro, apurar as razões, analisar as circunstâncias que o originaram e discutir exaustivamente os meios de corrigi-lo — essa é a marca de um partido sério". Lenin mais uma vez elaborou em uma data posterior (1922) que os revolucionários "se tornaram presunçosos, não conseguiram ver onde estava sua força e temeram falar sobre suas fraquezas. Mas não pereceremos, pois não tememos falar das nossas fraquezas e aprenderemos a superá-las".
De acordo com a história oficial da Revolução de Outubro e da União Soviética, História do Partido Comunista da União Soviética (Bolcheviques), o conceito é descrito brevemente no décimo segundo capítulo,

Para estar totalmente preparado para esta virada, o Partido tinha de ser o seu espírito comovente, e o papel de liderança do Partido nas próximas eleições tinha de ser totalmente assegurado. Mas isso só poderia ser feito se as próprias organizações do Partido se tornassem totalmente democráticas em seu trabalho diário, apenas se observassem plenamente os princípios do centralismo democrático em sua vida interna do Partido, como exigiam as Regras do Partido, apenas se todos os órgãos do Partido fossem eleitos, apenas se a crítica e a autocrítica no Partido se desenvolvessem ao máximo, apenas se a responsabilidade dos órgãos do Partido para com os membros do Partido fosse total e se os próprios membros do Partido se tornassem plenamente ativos.
Após a morte de Joseph Stalin em 1953, o sucessor do primeiro-ministro soviético Nikita Khrushchev reafirmaria a dedicação ideológica do Partido Comunista da União Soviética aos conceitos de "crítica e autocrítica" na conclusão do discurso de 1956 antes do 20.º Congresso do Partido, enquanto também denunciava as políticas e ações de Stalin.

### República Popular da China
Mao fornece um foco significativo na ideia de autocrítica, dedicando um capítulo inteiro do Livrinho Vermelho ao assunto. Mao via a "prática conscienciosa" de autocrítica como uma qualidade que distinguia o Partido Comunista da China de outros partidos. Mao defendeu a autocrítica dizendo que "a poeira se acumulará se um quarto não for limpo regularmente, nossos rostos ficarão sujos se não forem lavados regularmente. As mentes dos nossos camaradas e o trabalho do nosso Partido também podem acumular pó e também precisam de ser varridos e lavados".

### Vietnã
O líder vietnamita Ho Chi Minh fez inúmeras referências à importância da autocrítica dentro da Partido Comunista do Vietnã.

### Fora do Bloco Comunista
O filósofo marxista francês Louis Althusser escreveu uma obra intitulada Elementos de Autocrítica.
A organização revolucionária estadunidense da Nova Esquerda Weather Underground dedicou um capítulo de sua obra Prairie Fire à autocrítica de suas estratégias revolucionárias anteriores. Da mesma forma, a Fração do Exército Vermelho discute as questões da autocrítica em sua publicação The Urban Guerrilla Concept.